# Луцій Ліциній Лукулл (претор)
Луцій Ліциній Лукулл (*Lucius Licinius Lucullus, 140 до н. е./137 до н. е. —після 101 до н. е.) — політичний та військовий діяч Римської республіки.

## Життєпис
Походив з впливового роду Ліциніїв. Син Луція Ліцинія Лукулла, консула 151 року до н. е.
У 104 році до н. е. обіймав посаду претора. Під час своєї каденції придушив в Луканії повстання рабів під керівництвом вершника Веттія. У 103 році до н. е. як пропретор вирушив на Сицилію для боротьби з повстанням рабів на чолі 17-тисячної армії. Здобув велику перемогу і змусив очільника повстанців «царя» Трифона закритися в Тріокале, проте не зміг взяти цю фортецю, вів військові дії вкрай мляво, не досяг більш ніяких успіхів і незабаром його замінив Гай Сервілій. Перш ніж здати командування наступнику, привів у непридатність власний табір і всі укріплення.
У 101 році до н. е. був притягнутий авгуром Гаєм Сервілієм до суду за звинуваченням у казнокрадстві. Одноголосно засуджений і змушений вирушити в заслання до Гераклеї. Подальша доля не відома.

## Родина
Дружина — Цецилія Метела, донька Луція Цецилія Метелла Кальва
Діти:
- Луцій Ліциній Лукулл, коснул 74 року до н. е.
- Марк Теренцій Варрон Лукулл, коснул 73 року до н. е.